# Özel Harp Dairesi
Özel Harp Dairesi (Amt für besondere Kriegsführung) oder Özel Harp Daire Başkanlığı (Präsidium des Amtes für besondere Kriegsführung) sind Bezeichnungen einer mutmaßlichen Geheimorganisation der Türkischen Streitkräfte.
Presseberichten zufolge soll die Organisation 1952 mit der Bezeichnung Hususi ve Yardımcı Muharip Birlikleri (Besondere und unterstützende Kampfeinheiten) in Zusammenarbeit mit CIA und NATO gegründet und im folgenden Jahr oder später in Seferberlik Tetkik Kurulu (Rat für Mobilisierungsforschung) umbenannt worden sein. 1965 oder 1970 habe die Organisation die Bezeichnung Özel Harp Dairesi erhalten. Gemeinhin wird sie als Vorgängerin der Spezialeinheiten der Türkischen Streitkräfte betrachtet, die 1992 gegründet wurden.

## Aufgaben
Ursprünglich soll das Özel Harp Dairesi als Stay-behind-Organisation für den Fall eines Angriffs des Warschauer Paktes geschaffen worden sein. Im Laufe der Zeit wurde sie mit konspirativen Verflechtungen von Militär, Geheimdienst, Politik, Polizei, Justiz, Verwaltung, Rechtsextremisten und organisiertem Verbrechen in Verbindung gebracht, die man als Tiefen Staat bezeichnet. Die Grenze zwischen Realität und Verschwörungstheorien ist dabei nicht klar erkennbar. Das Amt wird u. a. mit dem Pogrom von Istanbul, dem Putschversuch in der Türkei 2016, dem Mord an Hrant Dink, dem Dreifachmord in Malatya, der angeblichen Geheimorganisation Ergenekon und den zahlreichen extralegalen Hinrichtungen in den 1990er-Jahren in Verbindung gebracht.

## Existenz
Als Beleg für die Existenz des Özel Harp Dairesi gelten Aussagen des ehemaligen Ministerpräsidenten Bülent Ecevit, der 1990 den Verdacht äußerte, dass das Özel Harp Dairesi bei Terrorakten eine Rolle gespielt haben könnte. Auch der damalige Verteidigungsminister Hulusi Akar äußerte sich 2018 in dem Sinne, dass das Amt für besondere Kriegsführung nunmehr Geschichte sei.